# 意
初期仏教における意（い）、マナス（Manas,パーリ語: मनस्）とは、経蔵において心を指す仏教用語。六根のひとつ。仏教およびインド哲学では、西洋の五感にプラスして第六感を挙げる。
仏教で心を指す用語には、意（Manas）の他に心（Citta）と識（viññāṇa）がある。

## 分類
六根の一つに意根があり、知覚器官として法を官能する。意根によって生じる識を意識（mano-vijnana）とよび、六識のひとつである。
瑜伽行唯識学派では八識を説き、七つめが末那識（マナ識,マナス識）である。